# Margaret Thatcher
Margaret Hilda Thatcher, Nữ Nam tước Thatcher (nhũ danh: Margaret Hilda Roberts, 13 tháng 10 năm 1925 – 8 tháng 4 năm 2013), còn được mệnh danh là Người phụ nữ thép (Iron Lady), là một chính khách người Anh, luật sư và nhà hóa học. Bà là lãnh tụ Đảng Bảo thủ Anh từ năm 1975 đến 1990, Thủ tướng Anh trong suốt thập niên 1980 (1979 - 1990), và là người phụ nữ đầu tiên giữ hai chức vụ đó. Nhiệm kỳ Thủ tướng của bà dài nhất trong lịch sử Anh kể từ năm 1827. Là một chính khách quan trọng trong lịch sử đương đại Anh, bà được nhiều ý kiến trái chiều đan xen những người ngưỡng mộ cũng như bị nhiều người phản đối.
Thatcher là Thủ tướng phục vụ lâu nhất kể từ William Gladstone, cũng là người có thời gian liên tục dài nhất nắm giữ cương vị Thủ tướng kể từ Lord Liverpool (đầu thế kỷ 19). Bà là phụ nữ đầu tiên từng đảm nhiệm chức vụ Thủ tướng và là lãnh tụ một chính đảng quan trọng tại Anh, là một trong ba phụ nữ từng nắm giữ một trong bốn chức vụ then chốt của quốc gia (Thủ tướng, bộ trưởng tài chính, bộ trưởng nội vụ và bộ trưởng ngoại giao). Chắc chắn bà là một trong những chính trị gia quan trọng nhất trong lịch sử chính trị đương đại. Margaret Thatcher chiếm vị trí thứ 16 trong danh sách 100 người Anh vĩ đại nhất thuộc mọi thời đại, thực hiện bởi BBC năm 2002.

## Thiếu thời
Margaret Hilda Roberts chào đời tại thị trấn Grantham ở Lincolnshire, miền đông Anh Quốc. Cha của bà, Alfred Roberts, làm chủ hai cửa hàng thực phẩm trong thị trấn, đồng thời hoạt động tích cực trong chính trường địa phương (ông là nghị viên hội đồng thị trấn), cũng là một truyền đạo tình nguyện của giáo hội Giám Lý. Roberts xuất thân từ một gia đình có khuynh hướng tự do nhưng hoạt động chính trị theo khuynh hướng độc lập. Ông mất chức nghị viên năm 1952 sau khi Đảng Lao động chiếm đa số trong hội đồng thị trấn Grantham năm 1950. Mẹ của Margaret là Beatrice Roberts nhũ danh Stephenson; Margaret có một chị gái tên Muriel. Hai chị em lớn lên trong căn hộ tầng trên của một trong hai cửa hàng.
Thatcher được trưởng dưỡng trong nếp sống Giám Lý sùng tín và duy trì đức tin Cơ Đốc trong suốt cuộc đời của bà. Margaret luôn tỏ ra xuất sắc trong học vấn. Bà theo học tại trường nữ (Kesteven), năm 1944 học tại Somerville College thuộc Đại học Oxford chuyên ngành hóa. Năm 1947, Margaret đậu bằng Cử nhân, ba năm sau bà nhận học vị Thạc sĩ. Sau khi tốt nghiệp, bà đến Colchester ở Essex để nhận công việc nghiên cứu cho công ty BX Plastics.

## Sự nghiệp chính trị (1950 – 1970)
Trong các cuộc bầu cử năm 1950 và 1951, Margaret Roberts ra tranh cử tại hạt bầu cử Darford thách thức một dân biểu đương nhiệm thuộc Đảng Lao động, cô là ứng cử viên trẻ nhất của Đảng Bảo thủ. Khi đang hoạt động cho Đảng Bảo thủ tại Kent, cô gặp Sir Dennis Thatcher và kết hôn với ông năm 1951. Denis là một doanh nhân giàu có đang điều hành một công ty của gia đình, rồi trở thành một giám đốc điều hành trong công nghiệp dầu mỏ. Dennis đồng ý tài trợ cho vợ theo học ngành luật. Năm 1953, Margaret bắt đầu hành nghề luật chuyên về luật thuế. Cũng trong năm ấy, hai người con sinh đôi của bà, Carol và Mark, chào đời.
Sau vài lần thất bại, năm 1959 Thatcher đắc cử vào Viện Thứ dân (Hạ viện).
Chỉ hai năm sau, tháng 10 năm 1961, Margaret chiếm một vị trí trên hàng ghế đầu của Quốc hội trong cương vị Thư ký đặc trách Quỹ Hưu trí và Bảo hiểm Quốc gia, Thatcher nắm giữ chức vụ này cho đến khi đảng Bảo thủ đánh mất quyền lực trong cuộc tuyển cử năm 1964. Khi Sir Alec Douglas-Home từ nhiệm, Thatcher ủng hộ Edward Heath trong cuộc bầu phiếu chọn lãnh tụ đảng, và được tưởng thưởng chức vụ phát ngôn nhân đảng Bảo thủ về Gia cư và Điền thổ. Trong cương vị này, Thatcher khôn khéo ủng hộ chủ trương bán nhà công cho người thuê mướn đang được tiến hành bởi người đồng viện, James Allason; động thái này khiến bà chiếm được cảm tình của cử tri trong các cuộc bầu cử kế tiếp.

## Nội các Heath
Khi đảng Bảo thủ dưới quyền lãnh đạo của Edward Heath chiến thắng trong kỳ bầu cử năm 1970, Thatcher trở thành Bộ trưởng Giáo dục và Khoa học. Sau khi nhậm chức, vì bị áp lực phải cắt giảm ngân sách giáo dục, Thatcher phải dành ưu tiên cho mảng trí dục, và ra lệnh ngưng chương trình cung cấp sữa miễn phí cho học sinh lứa tuổi từ 7-15. Những tư liệu của nội các cho thấy, dù không đồng ý nhưng do trách nhiệm tập thể, bà phải làm theo ý của các bộ trưởng khác trong nội các. Quyết định này đã gây phẫn nộ trong công luận, và mang đến cho bà biệt danh "Margaret Thatcher, Milk Snatcher" (Margaret Thatcher, Kẻ cướp sữa). Bà viết trong nhật ký, "Tôi đã có một bài học đắt giá: Giơ đầu chịu báng mà chẳng được gì." Thatcher cũng đã bảo vệ Viện đại học Mở khỏi bị đóng cửa. Bộ trưởng Tài chính muốn đóng cửa học viện này như là một phần trong kế hoạch cắt giảm ngân sách, phần khác là vì ông xem nó là một thủ thuật chính trị của cựu Thủ tướng Harold Wilson. Song Thatcher tin rằng đây là một phương sách tương đối ít tốn kém để mở rộng giáo dục đại học; bà yêu cầu Viện đại học Mở mở rộng tuyển sinh cho người trưởng thành và học sinh đã bỏ học. Trong hồi ký, Thatcher kể rằng bà không ở trong số những người thân cận với Heath, vì vậy không có hoặc có rất ít ảnh hưởng trên các quyết định quan trọng của chính phủ bên ngoài khu vực thẩm quyền của bà.
Sau thất bại của Đảng Bảo thủ vào tháng 1 năm 1974, Thatcher trở thành Bộ trưởng Môi trường của Nội các Đối lập (Shadow Environment Secretary).

## Lãnh tụ Khối Đối lập

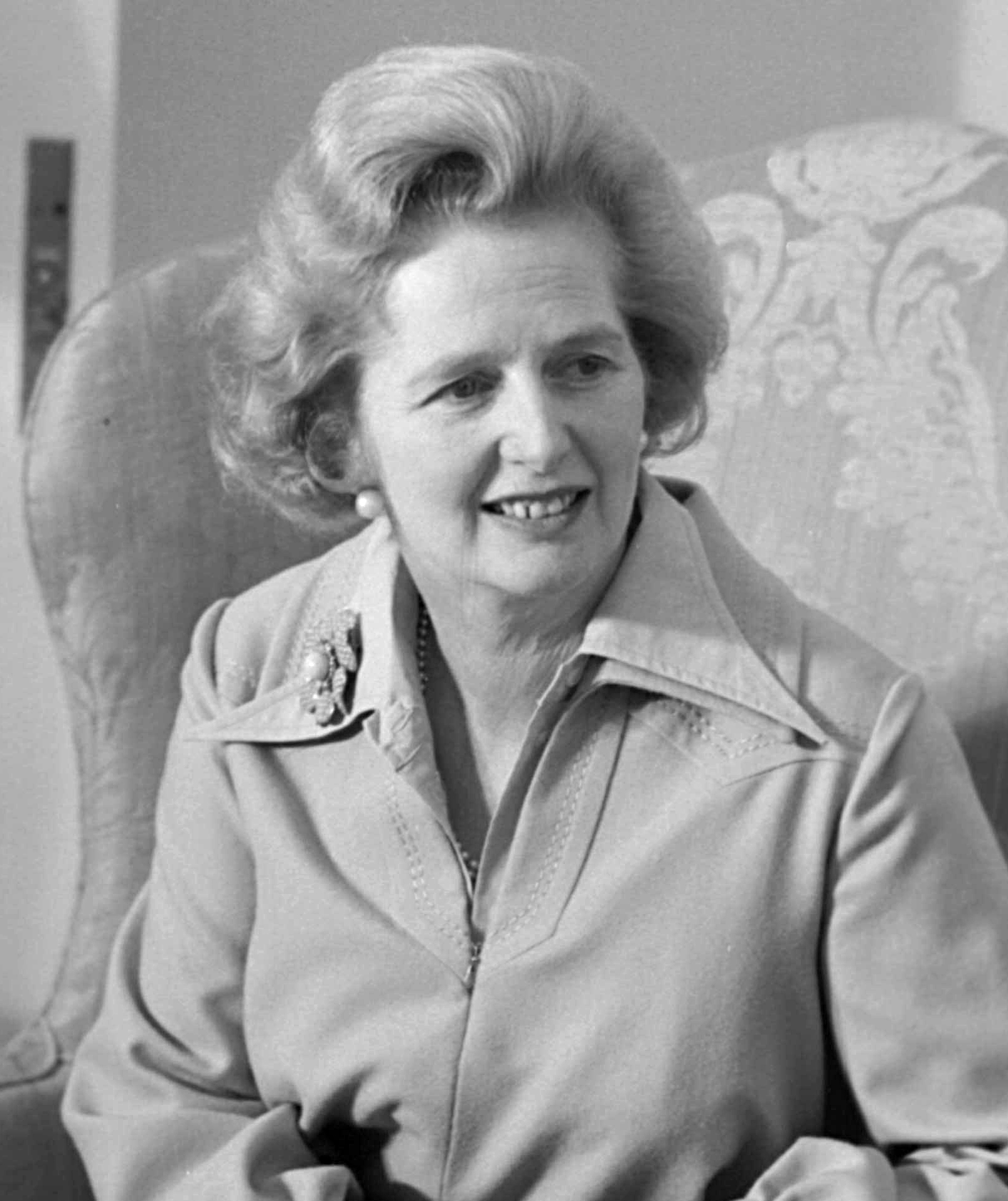
Margaret Thatcher trở thành Lãnh tụ Khối Đối lập,
18 tháng 9 năm 1975.

Thatcher tin rằng chính phủ Heath không có khả năng kiểm soát chính sách tiền tệ, tức là đã mất phương hướng hành động. Sau khi đảng thất bại trong cuộc bầu cử năm 1974, Thatcher vận động thay đổi cương lĩnh đảng, liên kết với Sir Keith Joseph để thách thức quyền lãnh đạo của Heath, với lời hứa cho một sự khởi đầu mới. Thatcher bất ngờ thắng Heath trong vòng bầu phiếu thứ nhất khiến Heath phải từ chức lãnh tụ đảng. Trong vòng bầu phiếu thứ hai, bà đánh bại người kế nhiệm Heath, William Whitelaw, với số phiếu 146-79 để trở thành lãnh tụ đảng Bảo thủ từ ngày 11 tháng 2 năm 1975 và bổ nhiệm Whitelaw làm phó cho bà. Heath tỏ ra cay đắng với Thatcher cho đến cuối đời vì cho rằng bà đã phản bội ông.
Thatcher bổ nhiệm nhiều người ủng hộ Heath vào Nội các Đối lập (Shadow Cabinet), và khi thành lập chính phủ bà mở rộng nội các cho nhiều khuynh hướng khác nhau của đảng Bảo thủ, nhất là trong giai đoạn từ năm 1976-1979 khi Thatcher giành quyền lãnh đạo từ vị trí của một người ngoại cuộc và có rất ít cơ sở hậu thuẫn bên trong đảng. Bà hành động một cách cẩn trọng để hướng đảng Bảo thủ theo nền kinh tế tiền tệ (monetarism). Bà đảo ngược lập trường của Heath trước đây ủng hộ việc thành lập chính quyền ủy thác ở Scotland.
Đảng Lao động gặp nhiều khó khăn khi xảy ra các cuộc tranh chấp công nghiệp, đình công, chỉ số thất nghiệp cao, và tình trạng tê liệt của các loại dịch vụ công trong "Mùa Đông Bất mãn" năm 1978-1979. Đảng Bảo thủ phổ biến nhiều biểu ngữ với nội dung "Đảng Lao động chẳng chịu làm gì cả" nhắm vào con số thất nghiệp tăng cao cũng như những quy định nghiêm nhặt trong thị trường lao động. Trong một cuộc phỏng vấn vào tháng 1 năm 1978, Thatcher đưa ra nhận xét, "người dân đang thực sự e ngại rằng đất nước này sẽ bị tràn ngập bởi những người đến từ một nền văn hóa khác".
Chính phủ Lao động của James Callaghan sụp đổ sau biểu quyết bất tín nhiệm vào mùa xuân năm 1979. Trong cuộc tổng tuyển cử năm 1979, đảng Bảo thủ giành được thế đa số 144 ghế tại Viện Thứ dân, Margaret Thatcher trở thành phụ nữ đầu tiên đảm nhiệm chức vụ Thủ tướng Vương quốc Anh. Khi bước chân vào Dinh Thủ tướng ở số 10 đường Downing, bà trích dẫn lời của Francis thành Assisi:
| “ | Nơi nào có bất hòa, chúng ta đem đến đó sự hòa thuận. Nơi nào có sai sót, chúng ta đem đến chân lý. Nơi nào có nghi ngờ, chúng ta đem đến đức tin. Và nơi nào có tuyệt vọng, chúng ta đem đến niềm hi vọng. | ” |

## Thủ tướng Anh (1979-1990)

### 1979 – 1983

Thatcher với Tổng thống Hoa Kỳ Ronald Reagan, 26 tháng 2 năm 1981

Ngày 4 tháng 5 năm 1979, Thatcher trở thành nữ Thủ tướng đầu tiên của nước Anh với sự ủy nhiệm của cử tri nhằm đảo ngược tình trạng suy thoái kinh tế của đất nước cũng như thu nhỏ vai trò của nhà nước trong các chức trách về kinh tế. Bực dọc vì một quan điểm phổ biến trong bộ máy hành chính cho rằng bộ máy này chỉ góp phần làm suy giảm ảnh hưởng của nước Anh kể từ thời Đế chế Anh, Thatcher muốn Anh Quốc khẳng định vị trí lãnh đạo của mình trong các vấn đề quốc tế. Thatcher là hình ảnh biểu trưng cho các chính trị gia cánh hữu hoạt động năng nổ trong Đảng Bảo thủ, với chủ trương phát triển tính độc lập cá nhân và hạn chế sự can thiệp của chính quyền. Lập trường của Thatcher về kinh tế và chính trị tập chú vào việc giảm thiểu sự can thiệp của nhà nước, mở rộng thị trường tự do, và phát triển doanh nghiệp. Bà cam kết chấm dứt điều bà cho là sự can thiệp thái quá của chính phủ vào nền kinh tế, và sẽ hành động để tư hữu hóa các doanh nghiệp quốc doanh, và bán nhà công cho người thuê mướn. Triết lý sống của Thatcher có nhiều điểm tương đồng với Ronald Reagan, người đắc cử Tổng thống Hoa Kỳ năm 1980 và, ở mức độ thấp hơn, với Brian Mulroney, người được bầu làm Thủ tướng Canada năm 1984. Đó là thời kỳ khuynh hướng bảo thủ có nhiều ảnh hưởng trong triết lý chính trị tại các quốc gia nói tiếng Anh. Suốt trong thời gian đảm trách chức vụ Thủ tướng, hiếm khi bà ngủ quá bốn tiếng mỗi đêm.
Thatcher mở đầu chính sách kinh tế bằng cách nâng lãi suất nhằm kìm hãm mức gia tăng nguồn cung ứng tiền tệ, nhờ đó làm giảm mức lạm phát. Bà thích sử dụng các biện pháp đánh thuế gián tiếp trên thuế lợi tức, và nâng mức thuế giá trị gia tăng (VAT) lên đến 15%, gây khó khăn cho các doanh nghiệp – đặc biệt là khu vực sản xuất – chỉ số thất nghiệp vượt quá hai triệu, gấp đôi con số một triệu trong chính phủ Lao động tiền nhiệm.
Tháng 1 năm 1982, lạm phát giảm khiến lãi suất giảm theo. Nhưng chỉ số thất nghiệp tiếp tục tăng cao, đến con số 3,6 triệu người. Năm 1983, sản lượng giảm 30% thấp hơn năm 1978.
Thuật từ "Chủ thuyết Thatcher" được dùng không chỉ để nói đến chính sách mà còn các khái niệm đạo đức và phong cách cá nhân của bà như sự nghiêm ngặt trong các chuẩn mực đạo đức, tinh thần quốc gia, quan tâm đến quyền lợi cá thể, và quyết đoán khi theo đuổi các mục tiêu chính trị.

### Quần đảo Falkland
Chính quyền quân sự đang cầm quyền tại Argentina muốn đảo ngược ảnh hưởng bất lợi của mình trong công luận do thiếu khả năng trong điều hành nền kinh tế của đất nước. Ngày 2 tháng 4 năm 1982, Argentina xâm chiếm Quần đảo Falkland. Từ thập niên 1980, Argentina tuyên bố chủ quyền trên quần đảo này. Trong vòng vài ngày, Thatcher ra lệnh gửi ngay một lực lượng đặc nhiệm của hải quân đến tái chiếm quần đảo. Ngày 14 tháng 6, Argentina tuyên bố đầu hàng. Mặc dù gặp nhiều khó khăn trong tiếp vận, và con số thương vong về phía Anh lên đến 258 binh sĩ thiệt mạng, chiến dịch quân sự của lực lượng đặc nhiệm được xem là thành công, đồng thời kích hoạt làn sóng ái quốc cuồng nhiệt giúp gia tăng sự ủng hộ của công chúng dành cho Thatcher vào thời điểm uy tín của bà xuống đến mức thấp nhất trong suốt thời gian làm Thủ tướng.

### Tổng tuyển cử năm 1983

Hội nghị Thượng đỉnh G-7 tại Williamsburg, Virginia: (từ trái) Pierre Trudeau, Gaston Thorn, Helmut Kohl, François Mitterrand, Ronald Reagan, Yasuhiro Nakasone, Margaret Thatcher, Amintore Fanfani, 1983

"Yếu tố Falkland", cùng với sự xuất hiện những dấu hiệu phục hồi kinh tế trong đầu năm 1983 làm uy tín của Thatcher tăng cao. Trong khi đó, Đảng Lao động bị phân hóa với những thách thức đến từ nhóm trung hữu. Liên minh Tự do-SPD, thành lập do một thỏa ước giữa Đảng Dân chủ Xã hội (SDP) và Đảng Tự do trở thành một thách thức mới. Kết quả bầu cử tháng 6 năm 1983: Đảng Bảo thủ 42,4%, Đảng Lao động 27,6% và Liên minh chiếm 25,4% số phiếu bầu. Mặc dù bị chia phiếu, và mất 1, 3% tổng số phiếu bầu nếu so với kết quả bầu cử của năm 1979, nhưng do Đảng Lao động còn thiệt hại nặng hơn (mất 9,3%), và do hệ thống bầu phiếu một đại diện cho mỗi đơn vị bầu cử, chiến thắng thuộc về Đảng Bảo thủ. Chiến thắng áp đảo này đem về cho Đảng Bảo thủ thế đa số ở Quốc hội với 144 ghế ở Viện Thứ dân.

### Năm 1983-1987
Mặc dù cam kết làm suy giảm quyền lực các nghiệp đoàn, không giống chính phủ Heath, Thatcher áp dụng chiến lược thay đổi tiệm tiến thay vì biện pháp ban hành các đạo luật. Một vài nghiệp đoàn bắt đầu tổ chức đình công nhằm bảo vệ quyền đại diện công nhân của họ, nhưng cuối cùng mọi nỗ lực của họ đều thất bại. Dần dà, các cải cách của Thatcher thành công trong nỗ lực giảm thiểu quyền lực và ảnh hưởng của các nghiệp đoàn hầu có thể ngăn cản sự tái bùng phát các cuộc đình công quy mô lớn. Những biện pháp cải cách này, theo lời của Thatcher, là để dân chủ hóa các nghiệp đoàn và giao trả quyền lực về cho các thành viên.Theo nhận xét của BBC, Thatcher "hoạch định hủy diệt quyền lực của các nghiệp đoàn trong gần một thế hệ."
Sáng sớm ngày 12 tháng 10 năm 1984, một ngày trước sinh nhật thứ 59, Thatcher thoát khỏi một vụ đánh bom bởi Đạo quân Lâm thời Cộng hòa Ireland tại Grand Hotel ở Brighton, địa điểm tổ chức Đại hội Đảng Bảo thủ. Năm người bị thiệt mạng, trong đó có vợ của một trong những nhân vật lãnh đạo đảng, John Wakeham, và Dân biểu Sir Anthony Berry. Một thành viên nội các, Norman Tebbit, bị thương, và vợ ông, Margaret, bị bại liệt. Vụ đánh bom có thể gây thương tích cho Thatcher nếu bà bước vào phòng tắm sớm hơn. Ngay sau đó Thatcher tuyên bố hội nghị sẽ được khai mạc đúng giờ vào ngày mai, bà sẽ đọc diễn văn như đã định nhằm bày tỏ sự phản đối với những kẻ đánh bom. Quyết định này của Thatcher đã dấy lên sự ủng hộ rộng khắp trên chính trường.

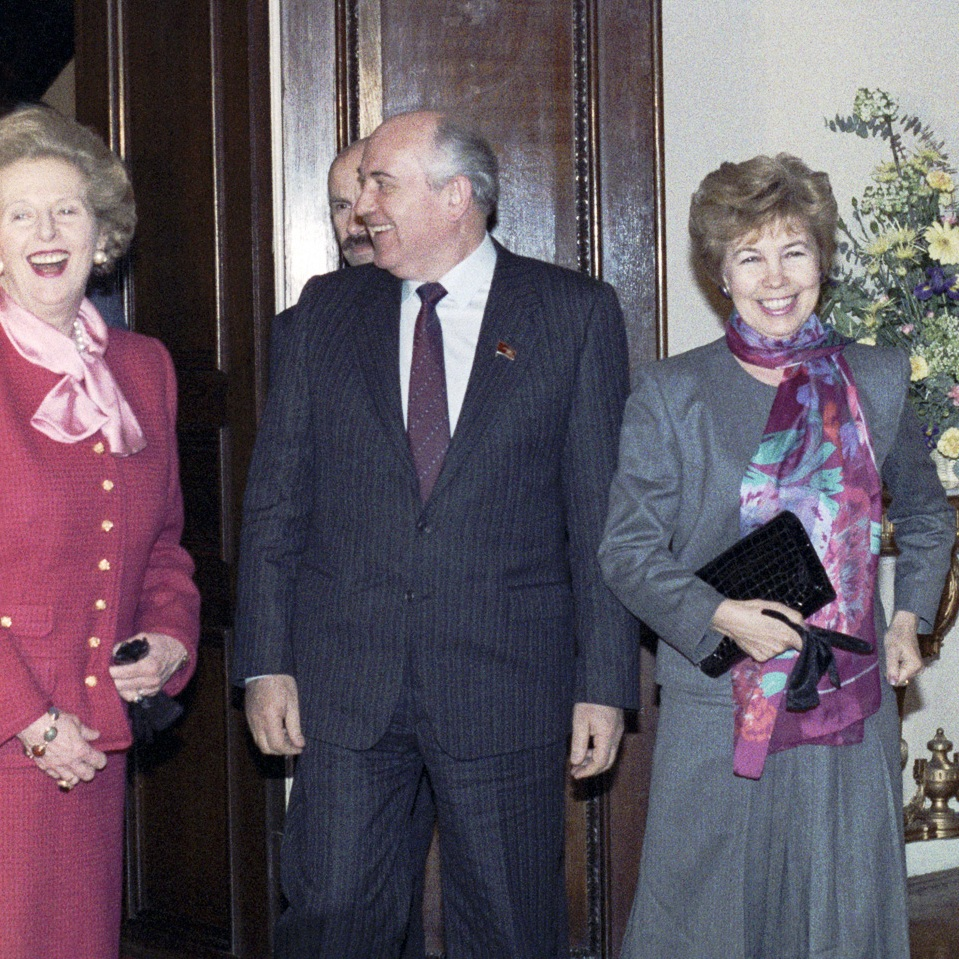
Thatcher với nhà lãnh đạo Soviet Mikhail Gorbachov và phu nhân, tại Đại sứ quán Liên Xô ở Luân Đôn, 1 tháng 4 năm 1989

Trong thời kỳ Chiến tranh Lạnh, Thatcher ủng hộ chính sách răn đe (deterrence) của Ronald Reagan nhắm vào Liên Xô. Chủ trương này đi ngược lại chính sách lắng dịu (détente) mà phương Tây vẫn theo đuổi suốt thập niên 1970, gây ra sự chia rẽ với những quốc gia tiếp tục gắn kết với đường lối ngoại giao theo hướng cố làm lắng dịu tình hình giữa hai khối. Quyết định của Thatcher cho phép quân đội Mỹ bố trí hỏa tiễn cruise tại các căn cứ của Anh làm dấy lên những cuộc tụ họp phản kháng.
Dù vậy, Thatcher là nhà lãnh đạo phương Tây đầu tiên đáp ứng thuận lợi trước sự kiện nhà lãnh đạo Liên Xô có chủ trương cải cách, Mikhail Gorbachev, lên cầm quyền, mô tả Gorbachev như là "một người chúng ta có thể cùng làm việc" sau một lần hội kiến với nhà lãnh đạo Liên Xô năm 1984, ba tháng sau khi Gorbachev tiến đến đỉnh cao quyền lực. Động thái này kích hoạt một sự chuyển đổi trong thái độ của phương Tây trở lại chủ trương lắng dịu đối với Liên Xô. Tháng 11 năm năm 1988, Thatcher tuyên bố, "Không còn chiến trạnh lạnh nữa," chúng ta hiện có "một mối quan hệ rộng lớn hơn thời kỳ ấy."
Có hai thành quả đáng kể trong chính sách ngoại giao trong nhiệm kỳ thứ hai của Thatcher:
- Năm 1984, Thatcher đến thăm Trung Quốc và ký với Đặng Tiểu Bình bản tuyên bố chung Trung-Anh ngày 26 tháng 9, theo đó Trung Quốc sẽ trao cho Hồng Kông quy chế "Vùng Hành chính Đặc biệt" theo những điều kiện gọi là Một Quốc gia, Hai Chế độ. Trung Quốc cam kết giữ nguyên trạng các thể chế kinh tế của Hồng Kông trong năm mươi năm kể từ ngày bàn giao lãnh thổ này vào ngày 1 tháng 6 năm 1997.[41]
- Tháng 11 năm 1979, tại Hội đồng châu Âu Dublin, Thatcher cho rằng nước Anh đóng góp nhiều hơn nhận từ Cộng đồng Kinh tế châu Âu (EEC). Câu nói trứ danh của bà tại hội nghị thượng đỉnh này là "Chúng tôi không xin Cộng đồng hay bất cứ ai khác. Chúng tôi chỉ đòi họ phải trả lại tiền cho chúng tôi". Đòi hỏi này được đáp ứng tại Hội nghị Thượng đỉnh Fontainbleau năm 1984. EEC đồng ý về mức cắt giảm hằng năm cho Anh Quốc lên đến 66% chênh lệch giữa mức đóng góp và nhận từ Liên minh châu Âu.

### 1987 – 1990
Tiếp tục giành thắng lợi trong kỳ tổng tuyển cử năm 1987, nhờ sự bùng nổ trong phát triển kinh tế và do chống lại chủ trương của đảng Lao động đối lập ủng hộ việc giải giới đơn phương, Margaret Thatcher trở thành Thủ tướng có thời gian tại chức dài nhất của Anh quốc kể từ Lord Liverpool (1812-1827), và là Thủ tướng đầu tiên chiến thắng trong ba kỳ bầu cử liên tiếp kể từ Lord Palmerston năm 1865. Hầu hết những nhật báo ở Anh ủng hộ bà – ngoại trừ The Daily Mirror, The Guardian và The Independent – đều được tưởng thưởng bằng những buổi họp tường trình ngắn thực hiện bởi thư ký báo chí của Thủ tướng Bernard Ingham.

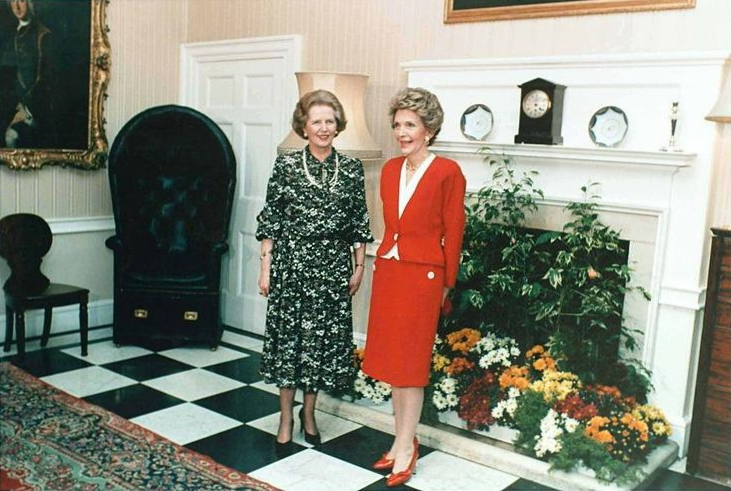
Thatcher tiếp Đệ Nhất Phu nhân Hoa Kỳ Nancy Reagan tại số 10 Đường Downing

Tại Bruges, Bỉ, năm 1988, Thatcher đọc diễn văn chống lại những đề án của Cộng đồng Âu châu (EC) nhằm thiết lập cấu trúc liên bang và gia tăng quyền lực cho các cơ quan của cộng đồng. Dù ủng hộ Anh Quốc gia nhập cộng đồng, Thatcher tin rằng vai trò của EC nên được giới hạn trong chức trách bảo đảm sự tự do thương mại và cạnh tranh hiệu quả, cũng như tỏ ý lo ngại về các quy định của EC nhằm đảo ngược những thay đổi bà đã thực hiện ở nước Anh. "Chúng ta không thể thu hẹp lãnh thổ nước Anh chỉ để nhìn thấy nó được sắp xếp lại trong khuôn khổ của Âu châu, với một siêu quốc gia hành xử quyền cai trị từ Brussels". Bà đặc biệt quan ngại đến chủ trương sử dụng một loại tiền tệ chung cho cả Liên minh châu Âu. Bài diễn văn gây ra nhiều ý kiến phản bác từ các nhà lãnh đạo Âu châu và lần đầu tiên phô bày tình trạng phân hóa bên trong đảng Bảo thủ về các vấn đề Âu châu.
Năm 1989, uy tín của Thatcher lại sút giảm khi nền kinh tế bị thiệt hại do lãi suất được nâng cao để kìm hãm sự bùng nổ không bền vững trong phát triển kinh tế. Bà qui trách nhiệm cho Bộ trưởng Tài chính, Nigel Lawson, người đã theo đuổi chính sách kinh tế trong mục tiêu chuẩn bị cho việc sử dụng tiền tệ chung; trong một cuộc phỏng vấn dành cho tạp chí Financial Times vào tháng 11 năm 1987, Thatcher nói rằng bà không được nghe báo cáo và cũng không ủng hộ chính sách này.
Trong một buổi họp trước hội nghị thượng đỉnh Cộng đồng Âu châu vào tháng 6 năm 1989, Lawson và Bộ trưởng Ngoại giao Geoffrey Howe ép Thatcher nên chấp nhận hoàn cảnh để gia nhập Hệ thống Hối suất, chuẩn bị cho việc phát hành đồng tiền chung châu Âu. Cả hai bộ trưởng tuyên bố sẽ từ chức nếu yêu cầu của họ không được đáp ứng. Thatcher trả đũa bằng cách giáng chức Howe và quan tâm hơn đến những lời khuyên của cố vấn Sir Alan Walter về các vấn đề kinh tế. Tháng 10 năm 1989, Lawson từ chức.
Một trong những hành động của cuối cùng của Thatcher trong cương vị Thủ tướng là gây áp lực lên Tổng thống Hoa Kỳ George H. W. Bush để gửi quân đến Trung Đông nhằm trục xuất quân đội của Saddam Hussein khỏi Kuwait với lời khuyên "đây không phải là lúc để chần chừ!".

### Thất sủng

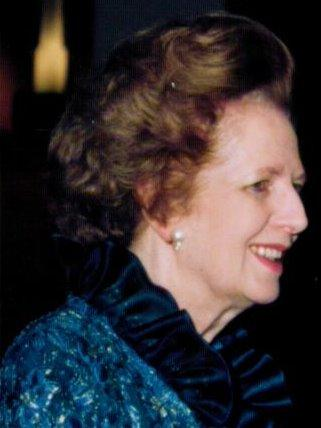
Thatcher (1990)

Vụ "ám sát chính trị" Thatcher, theo những nhân chứng như Alan Clark, là một trong những giai đoạn ly kỳ nhất trong lịch sử chính trị Anh Quốc. Ý tưởng cho rằng vị Thủ tướng lâu năm – bất khả chiến bại trong các cuộc thăm dò dư luận – bị loại khỏi quyền lực bởi một cuộc bỏ phiếu trong nội bộ đảng xem ra là điều không tưởng. Thế nhưng, đến năm 1990, bắt đầu xuất hiện những bất bình đối với chính sách của Thatcher về thuế vụ ở cấp địa phương, về những bất cập trong điều hành nền kinh tế (nhất là việc để lãi suất lên đến 15%, bào mòn sự ủng hộ dành cho bà trong giới doanh nhân), và sự phân hóa bên trong đảng Bảo thủ về lập trường hội nhập vào châu Âu làm cho đảng cầm quyền càng dễ bị tổn thương.
Ngày 1 tháng 11 năm 1990, Sir Geoffrey Howe, một trong những đồng minh lâu đời và kiên trung nhất của Thatcher, từ chức phó Thủ tướng để phản kháng chính sách của bà về châu Âu. Trong bài diễn văn từ chức đọc trước Viện Thứ dân, Howe cho rằng đã đến lúc "những người khác cần xét lại thái độ của mình đối với vấn đề trung thành", là điều mà ông đã phải suy nghĩ từ lâu. Sau đó, một cựu thành viên nội các khác, Michael Heseltine, công khai thách thức quyền lãnh đạo đảng của Thatcher, thu hút sự ủng hộ đủ để vượt qua vòng bỏ phiếu đầu để tiến vào vòng hai. Lúc đầu, Thatcher cho biết bà sẽ đi tiếp vòng hai, nhưng sau đó lại quyết định rút lui khỏi cuộc đua sau khi hỏi ý kiến các đồng sự trong nội các. Ngày 22 tháng 11, trong bài diễn văn từ nhiệm, bà nói:
| “ | Sau khi tham khảo ý kiến các đồng sự, tôi tin rằng sự đoàn kết của Đảng và triển vọng cho sự thành công trong kỳ tổng tuyển cử sắp tới sẽ được phục vụ tốt hơn nếu tôi rút lui để các đồng sự của tôi trong nội các có thể bầu chọn một nhà lãnh đạo mới. Tôi muốn bày tỏ lòng biết ơn đối với những người trong và ngoài nội các đã dành cho tôi nhiều sự hỗ trợ quý báu. | ” |

Với sự ủng hộ của Thatcher, John Major giành được quyền lãnh đạo đảng. Thatcher rời khỏi Viện Thứ dân sau cuộc bầu cử năm 1992.

## Sau khi từ chức (1990-2013)

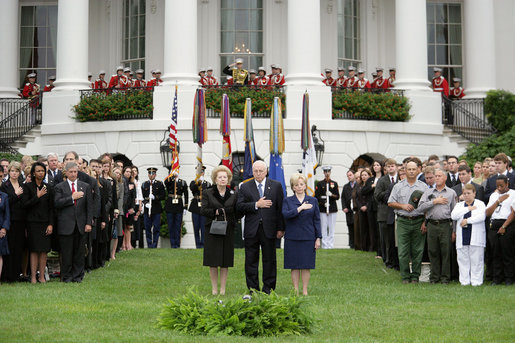
Margaret Thatcher năm 2006, với Phó Tổng thống Hoa Kỳ Dick Cheney và phu nhân, tại lễ tưởng niệm Sự kiện 11 tháng 9

Năm 1992, Margaret Thatcher trở thành thành viên Viện Quý tộc sau khi được ban tước quý tộc trọn đời (không có quyền thế tập), Nam tước Thatcher xứ Kesteven thuộc Hạt Lincolnshire. Bà đọc nhiều bài diễn văn tại Viện Quý tộc đả kích Hiệp ước Maastricht, miêu tả nó là "đã đi quá xa", tháng 6 năm 1993, bà nói với các nhà quý tộc "Tôi không bao giờ chịu ký một hiệp ước như thế". Bà ủng hộ việc tổ chức một cuộc trưng cầu dân ý về hiệp ước, cho rằng người dân nên có tiếng nói về vấn đề này mặc dù đã có đến ba chính đảng ủng hộ hiệp ước.
Tháng 8 năm 1992, Thatcher kêu gọi NATO chặn đứng cuộc tấn công của người Serbia nhắm vào Gorazde và Sarajevo nhằm chấm dứt cuộc thanh trừng chủng tộc và bảo vệ quốc gia Bosnia. Bà tuyên bố rằng những gì đang xảy ra ở Bosnia là "một gợi nhớ đến những điều tồi tệ nhất của Đức Quốc xã". Bà cảnh báo có thể xảy ra một sự kiện tương tự như vụ Holocaust.
Tháng 7 năm 1992, bà làm việc cho tập đoàn Philip Morris, nay là Nhóm Altria, trong cương vị "cố vấn địa-chính trị" với mức lương 250.000 USD mỗi năm, thêm vào đó là khoản đóng góp hằng năm 250.000 USD tập đoàn dành cho tổ chức của bà (Margaret Thatcher Foundation).
Từ năm 1993 đến 2000, Thatcher nhận lời làm Viện trưởng Đại học William và Mary, Virginia, Hoa Kỳ. Đây là trường đại học được thành lập năm 1693 bởi vương quyền Anh. Bà cũng là Viện trưởng Đại học Buckingham, viện đại học tư duy nhất tại Anh. Bà rời bỏ chức vụ này năm 1998.
Margaret Thatcher viết hai cuốn hồi ký, The Path to Power (Đường đến Quyền lực), và The Downing Street Years (Những năm làm Thủ tướng). Năm 1993, cuốn The Downing Street Years được đưa lên một chương trình truyền hình của đài BBC, bà miêu tả cuộc nổi dậy của nội các nhằm lật đổ bà là "một sự phản bội với nụ cười trên môi".

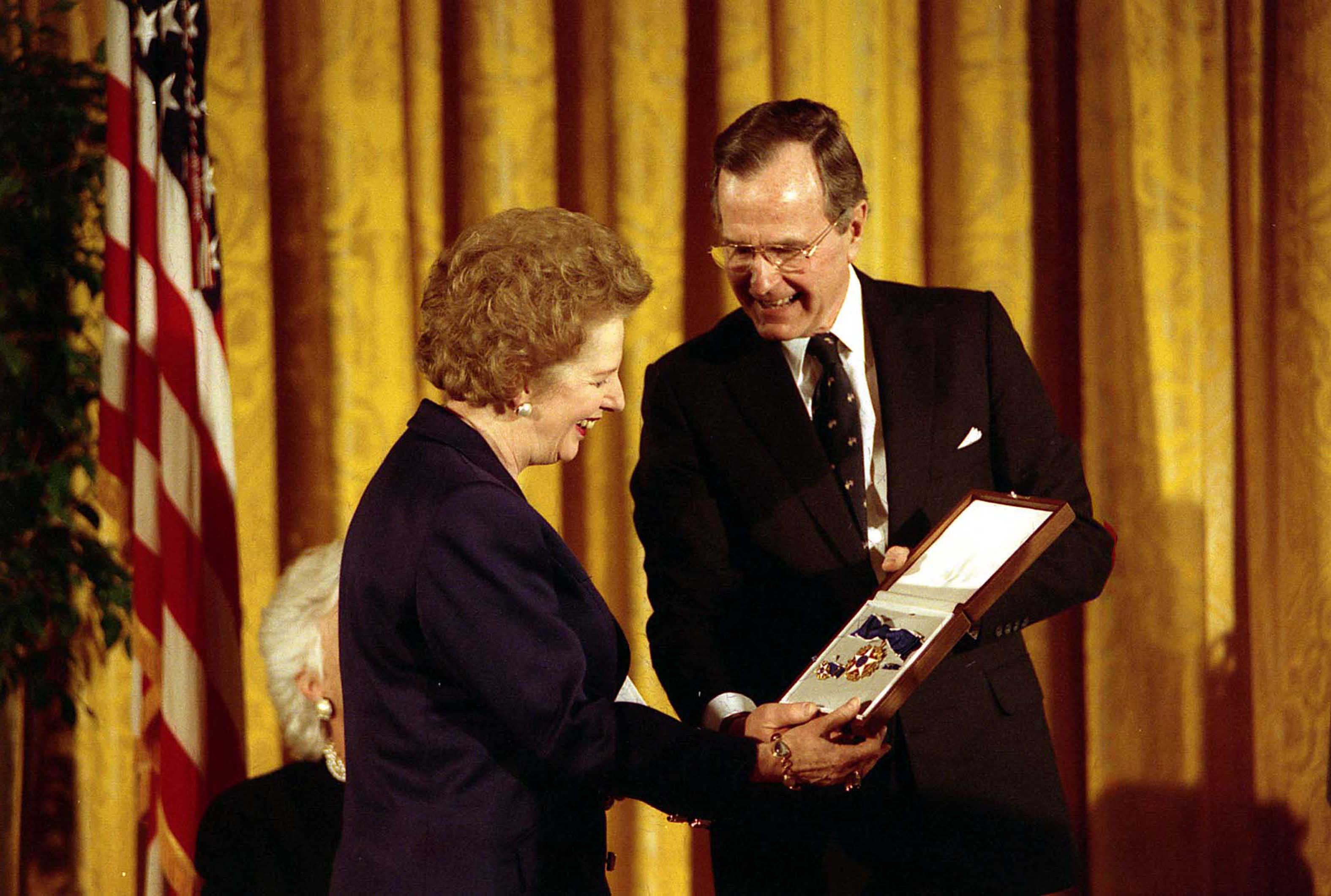
Tổng thống George H. W. Bush trao tặng Thatcher Huân chương Tự do của Tổng thống, 1991

Năm 2002, Thatcher cho ấn hành tác phẩm Statecraft: Strategies for a Changing World (Nghệ thuật Chính trị: Chiến lược cho một Thế giới đang Thay đổi), trình bày chi tiết những suy nghĩ của bà về các mối quan hệ quốc tế kể từ lúc bà từ chức năm 1990. Những chương bà viết về Liên minh Âu châu gây nhiều tranh cãi; bà kêu gọi tái đàm phán về quyền thành viên của Anh nhằm bảo vệ chủ quyền của đất nước, nếu thất bại, thì Anh Quốc nên rời bỏ tổ chức này mà gia nhập NAFTA.
Ngày 26 tháng 6 năm 2003, Sir Dennis Thatcher qua đời. Tang lễ cử hành tại Bệnh viện Hoàng gia ở Chelsea vào ngày 3 tháng 7 với sự hiện diện của Thatcher cùng các con Mark và Carol. Thatcher nói về chồng, "Làm Thủ tướng là một công việc cô độc... Nhưng với Denis tôi không bao giờ cô đơn. Một người đàn ông tuyệt vời. Một người chồng tuyệt vời. Một người bạn tuyệt vời.
Năm sau, ngày 11 tháng 6 năm 2004, Thatcher đến Hoa Kỳ để tham dự tang lễ của cựu Tổng thống Hoa Kỳ Ronald Reagan, một trong những người bạn thân nhất của bà, tại Đại Giáo đường Quốc gia (National Cathedral) ở Washington, D.C.. Thatcher đọc điếu văn qua một băng video do những khuyết tật bà mắc phải sau vài lần đột quỵ nhẹ.
Tháng 12 năm 2004, người ta thuật lại rằng Thatcher đã gặp gỡ riêng với các nghị sĩ đảng Bảo thủ, cho biết bà chống lại kế hoạch của chính phủ Anh giới thiệu việc sử dụng thẻ căn cước công dân (identity card). Bà gọi nó là "ý tưởng của người Đức, hoàn toàn xa lạ với đất nước này".
Ngày 13 tháng 10 năm 2005, Thatcher tổ chức sinh nhật thứ 80 tại khách sạn Mandarin Oriental ở Hyde Park, khách mời gồm có Nữ vương, Công tước xứ Edinburgh, và Tony Blair. Geoffrey Howe, nay là Lord Howe xứ Aberavon, nhận xét về sự nghiệp chính trị của Thatcher: "Chiến thắng thật sự của bà không chỉ là làm thay đổi một hoặc hai chính đảng, nhưng chính là Chủ thuyết Thatcher, để ngay cả khi đảng Lao động trở lại cầm quyền, chủ thuyết này vẫn được mọi người thừa nhận là không thể đảo ngược được".

## Bệnh tật và từ trần

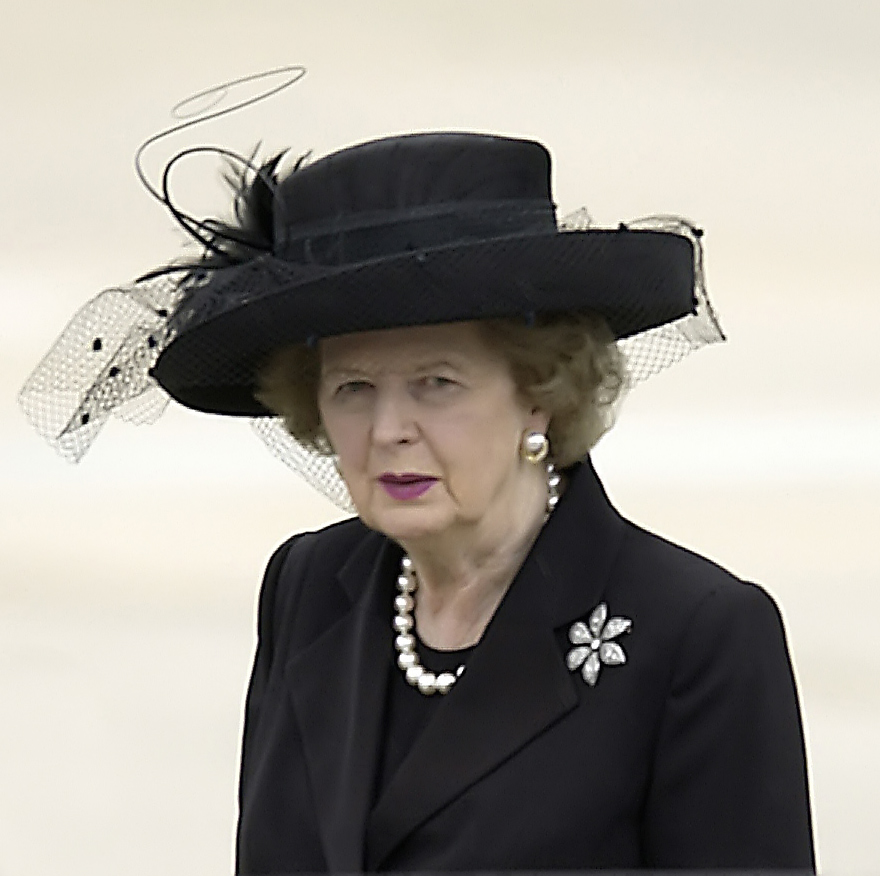
Lady Margaret Thatcher (2004)

Thatcher bị bệnh suốt nhiều năm trước khi mất. Ngày 21 tháng 12 năm 2012, bà đã tiến hành phẫu thuật để loại bỏ một khối u từ bàng quang của mình . Bà qua đời ngày 8 tháng 4 năm 2013, sau một cơn đột quỵ. Lord Bell, người phát ngôn của Thatcher, xác nhận cái chết của bà vào lúc 12:52 PM (UTC) bằng thông cáo báo chí.

### Phản ứng của công luận
Phát ngôn viên của điện Buckingham cho biết: "Nữ hoàng rất lấy làm tiếc khi nghe tin về cái chết của Baroness Thatcher. Nữ hoàng sẽ gửi điện chia buồn với gia đình."
David Cameron, Thủ tướng Anh, cho biết: "Đây quả là một nỗi đau buồn sâu sắc mà tôi nhận được từ cái chết của bà Thatcher. Chúng ta đã mất đi một nhà lãnh đạo tuyệt vời, một Thủ tướng tuyệt vời và một người Anh vĩ đại."
Ngược lại, tại nhiều nơi, tin bà qua đời đã khiến nhiều người công khai ăn mừng trên đường phố. Việc này diễn ra tại những nơi như Glasgow, Brixton, Liverpool, Bristol, Leeds, Belfast, Cardiff và nhiều nơi khác, mặc dù gặp chống đối từ chính quyền địa phương.

## Tác phẩm
- The Downing Street Years (Những năm làm Thủ tướng, 1993), tự truyện
- The Path to Power (Đường đến quyền lực, 1995), tự truyện
- Statecraft: Strategies for a Changing World (Nghệ thuật Chính trị: Chiến lược cho một thế giới đang thay đổi, 2003), chính luận

### Sách
- Statecraft: Strategies for Changing World by Margaret Thatcher (HarperCollins, 2002) ISBN 0-06-019973-3
- The Collected Speeches of Margaret Thatcher by Margaret Thatcher (HarperCollins, 1999) ISBN 0-06-018734-4
- The Collected Speeches of Margaret Thatcher by Margaret Thatcher, Robin Harris (editor) (HarperCollins, 1997) ISBN 0-00-255703-7
- The Path to Power by Margaret Thatcher (HarperCollins, 1995) ISBN 0-00-255050-4
- The Downing Street Years by Margaret Thatcher (HarperCollins, 1993) ISBN 0-00-255354-6

### Tiểu sử
- The Anatomy of Thatcherism by Shirley Robin Letwin (Flamingo, 1992) ISBN 0-00-686243-8
- Margaret Thatcher; Volume One: The Grocer's Daughter by John Campbell (Pimlico, 2000) ISBN 0-7126-7418-7
- Margaret Thatcher; Volume Two: The Iron Lady by John Campbell (Pimlico, 2003) ISBN 0-7126-6781-4
- Memories of Maggie Edited by Iain Dale (Politicos, 2000) ISBN 1-902301-51-X
- Britain Under Thatcher by Anthony Seldon & Daniel Collings (Longman, 1999) ISBN 0-582-31714-2
- Thatcher for Beginners by Peter Pugh and Paul Flint (Icon Books, 1997) ISBN 1-874166-53-6
- One of Us: Life of Margaret Thatcher by Hugo Young (Macmillan, 1989) ISBN 0-333-34439-1
- The Iron Lady: A Biography of Margaret Thatcher by Hugo Young (Farrar Straus & Giroux, 1989) ISBN 0-374-22651-2
- Margaret, daughter of Beatrice by Leo Abse (Jonathan Cape, 1989) ISBN 0-224-02726-3
- Mrs. Thatcher's Revolution: Ending of the Socialist Era by Peter Jenkins (Jonathan Cape, 1987) ISBN 0-224-02516-3
- The Thatcher Phenomenon by Hugo Young (BBC, 1986) ISBN 0-563-20472-9

### Hồi ký
- Conflict of Loyalty by Geoffrey Howe (Macmillan, 1994)
- The View from No. 11: Memoirs of a Tory Radical by Nigel Lawson (Bantam, 1992)
- The Autobiography by John Major (HarperCollins, 1999)
- Right at the Centre by Cecil Parkinson (Weidenfeld & Nicolson, 1992)
- 'My Style of Government': The Thatcher Years by Nicholas Ridley (Hutchinson, 1991) ISBN 0-09-175051-2
- Upwardly Mobile by Norman Tebbit (Weidenfeld & Nicolson, 1988)

Những đỉnh cao chỉ huy: Cuộc chiến vì nền kinh tế thế giới (Commanding Heights: The Battle for the World Economy), Daniel Yergin & Joseph Stanislaw, Nhà xuất bản Tri Thức, 2006
- The Iron Lady (2011): Tạm dịch là "Bà đầm thép", là bộ phim kể về cuộc đời và sự nghiệp chính trị của Magaret Thatcher. Bộ phim được ra mắt công chúng vào ngày 26 tháng 12 năm 2011 với nữ diễn viên kỳ cựu Meryl Streep thủ vai chính.